# La multiplications des pains
La multiplications des pains è un cortometraggio del 1903 diretto da Lucien Nonguet e Ferdinand Zecca. Nono episodio del film La Vie et la Passion de Jésus-Christ (1903), che è composto da 27 episodi.

## Trama
Una numero notevole di persone è radunata attorno a Gesù per sentirlo predicare. A mezzogiorno prende cinque pani di pane e due pesci e dà da mangiare a tutti.